# Radošovice (okres České Budějovice)
Obec Radošovice (v místním nářečí Radošojce, německy Roschowitz nebo Radoschowitz) se nachází v okrese České Budějovice, kraj Jihočeský, zhruba 16 km zsz. od Českých Budějovic. Žije zde 198 obyvatel.

## Části obce
Obec Radošovice se skládá ze dvou částí na dvou katastrálních územích.
- Radošovice (k. ú. Radošovice u Českých Budějovic)
- Tupesy (i název k. ú.)

## Historie
První písemná zmínka o vsi (Radoschowitz) pochází z roku 1334. Od roku 1850 byly Radošovice samostatnou obcí, pouze v letech 1985–1990 byly připojeny k Žabovřeskům. V roce 1938 zde žilo 207 obyvatel. V letech 1938 až 1945 byla obec v důsledku uzavření Mnichovské dohody přičleněna k nacistickému Německu. V roce 1950 se staly součástí Radošovic i Strýčice, v roce 1990 se však staly samostatnou obcí. V roce 1960 byly k Radošovicím připojeny Tupesy.

## Pamětihodnosti
- Kaple Panny Marie
- Boží muka, na západní část návsi

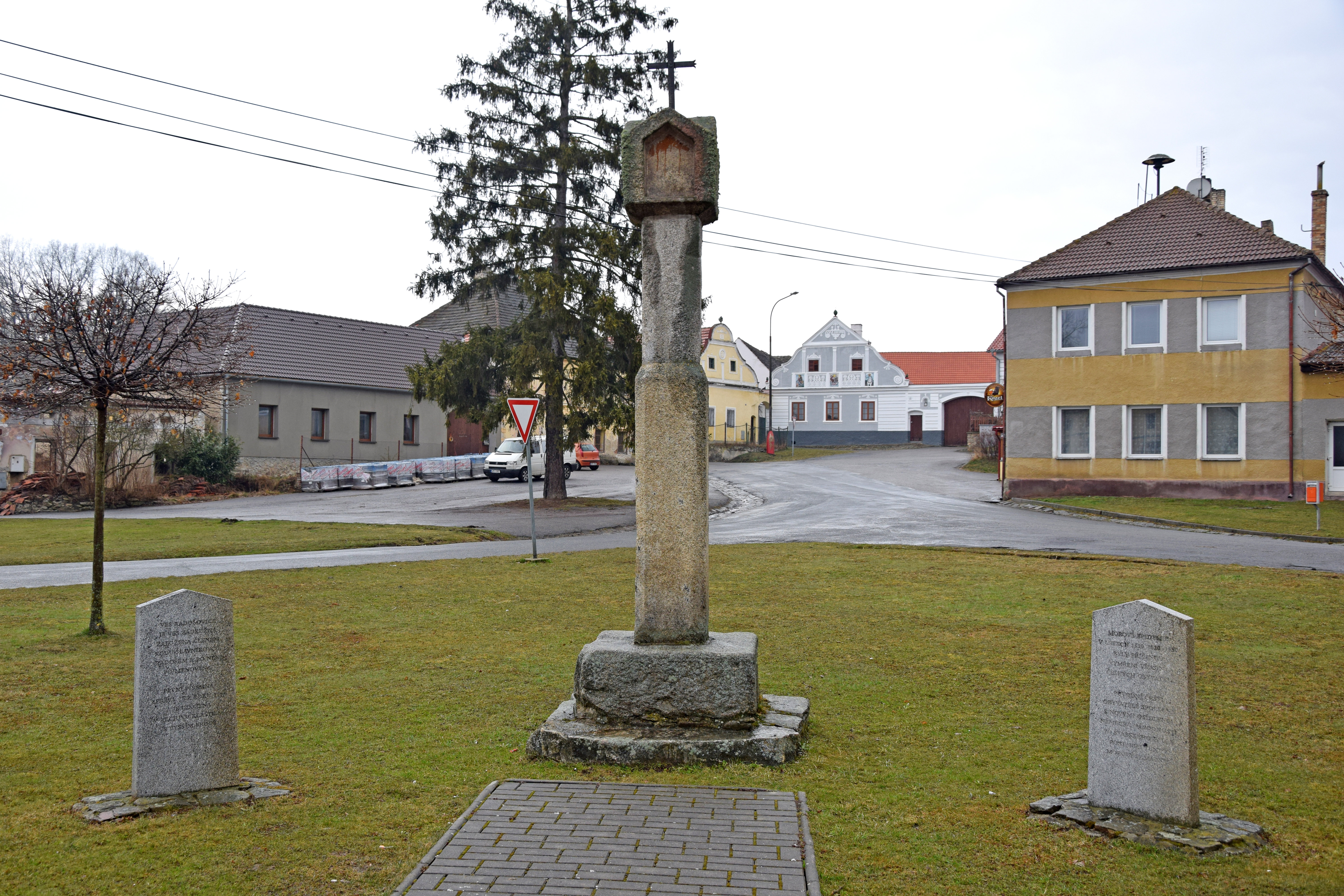
Boží muka na návsi, zcela vzadu usedlosti č. p. 14 a 15.

- Výklenková kaplička, u silnice směr Němčice
- Usedlosti čp. 1, 4, 7, 14, 15, 22, 23
- Mohylové pohřebiště, les Bory, Na Perku

## Příroda
V katastrálním území Radošovice u Českých Budějovic je ptačí oblast Dehtář (kód lokality CZ0311038).